# Ваю-пурана
«Ва́ю-пура́на» (санскр. वायु पुराण, IAST: vāyu purāṇa) — индуистский религиозный текст, пурана, посвящённая богу ветра Ваю. Содержит около 24 тысяч шлок.
Текст делится на четыре пады (части): «Пракрийя-пада» (главы 1-6), «Анушанга-пада» (главы 7-64), «Уподгхата-пада» (главы 65-99) и «Упасамхара-пада» (главы 100—112). «Гаямахатмья» (главы 105—112), восхваляющая Гаю — тиртху (святое место) в стране Магадхе, присутствует не во всех рукописях, а иногда выступает как самостоятельный труд.
«Ваю-пурана» рассматривает следующие темы: создание и воссоздание вселенной; измерение Калы (времени); происхождение Агни, Варуны и множества богов; происхождение и потомство Атри, Бхригу, Ангираса и некоторых других мудрецов, происхождение дайтьев, ракшас, гандхарвов и питаров; происхождение зверей, птиц, деревьев и лиан; родословные древних царей — потомков Вайвасваты Ману и его дочери Илы, царей эпохи Кали-юги, заканчивая династией Гупта; подробная география Земли, разделённой на семь двип (континентов) и далее на варши; подсчёт жителей разных двип, имена и описание семи патал (нижних миров); описание Солнечной системы и движения небесных тел, описание четырёх юг (веков) и четырнадцати манвантар. «Ваю-пурана» также содержит главы, посвященные музыке, различным шакхам (школам) вед, пашупата-йоге, обязанностям людей принадлежащим к различным кастам, похоронные обряды.